# Michael Martin Kofler
Michael Martin Kofler (* 9. April 1966 in Villach) ist ein österreichischer Flötist. Seit 1987 ist er Soloflötist bei den Münchner Philharmonikern.

## Ausbildung
Kofler erhielt seinen ersten Flötenunterricht im Alter von zehn Jahren. Später war er Jungstudent am Konservatorium Klagenfurt. An der Musikhochschule Wien absolvierte er ein Konzertfach- sowie Pädagogikstudium bei Werner Tripp und Wolfgang Schulz. Im Anschluss studierte er postgraduate bei Peter Lukas Graf an der Musikakademie Basel. Zudem nahm Kofler Unterricht bei Aurèle Nicolet sowie András Adorján und André Jaunet. 1987 wurde Kofler Soloflötist im internationalen Gustav Mahler Jugendorchester unter Claudio Abbado.

## Beruf
Mit nur 21 Jahren wurde Kofler 1987 als Soloflötist zu den Münchner Philharmonikern berufen. Seit 1989 lehrt er als damals mit 23 Jahren jüngster Professor Österreichs Konzertfach Flöte an der Universität Mozarteum in Salzburg. Kofler hat als Solist mit über 90 international renommierten Orchestern wie der Academy of St. Martin in the Fields, der Amsterdam Sinfonietta, den Philharmonischen und Sinfonischen Orchestern von München, Calgary, Prag, Tokyo, Kyoto, Ljubljana, Zagreb oder auch den Zagreb Soloists unter Dirigenten wie Massel, Levine, Luisi, Kitajenko, Brüggen, Koopman, Graf, Nott u. v. a. konzertiert und trat auf diversen Festivals auf.

## Wettbewerbserfolge (Auswahl)
- 1983 und 1985: jeweils 1. Preis beim österreichischen Bewerb Jugend musiziert
- 1987: 1. Preis beim Mercadante-Wettbewerb
- 1990: 2. Preis beim Internationalen Musikwettbewerb der ARD[6]

## Privates
Koflers Frau Regine (* 1971 in München) war Soloharfenistin der Hofer Symphoniker.